# Île Yaba
L’île Yaba est une îlot de Nouvelle-Calédonie appartenant administrativement à Poum.